# Prionochthonius burmiticus
 (septembre 2022).
Prionochthonius
Genre
Espèce
Prionochthonius burmiticus, unique représentant du genre Prionochthonius, est une espèce fossile de tout petits pseudoscorpions de la famille des Chthoniidae.

## Distribution
Cette espèce a été découverte dans de l'ambre de Birmanie de la vallée de Hukawng (en). Elle date du Cénomanien au Crétacé.

## Description
L'holotype mesure 1,27 mm.

## Systématique et taxinomie
Cette espèce a été décrite par Wreidt, Harvey, Hammel, Kotthoff et Harms en 2021.
Ce genre a été décrit par Wreidt, Harvey, Hammel, Kotthoff et Harms en 2021 dans les Chthoniidae.

## Étymologie
Son nom d'espèce lui a été donné en référence au lieu de sa découverte, la Burmite.

## Publication originale
- Wreidt, Harvey, Hammel, Kotthoff & Harms, 2021 : « The second chthonioid pseudoscorpion (Pseudoscorpiones: Chthoniidae) from mid-Cretaceous Burmese amber: a new genus with unique morphological features and potential Gondwanan affinities. » The Journal of Arachnology, vol. 48, no 3, p. 311–321 (texte intégral).